# Volkach

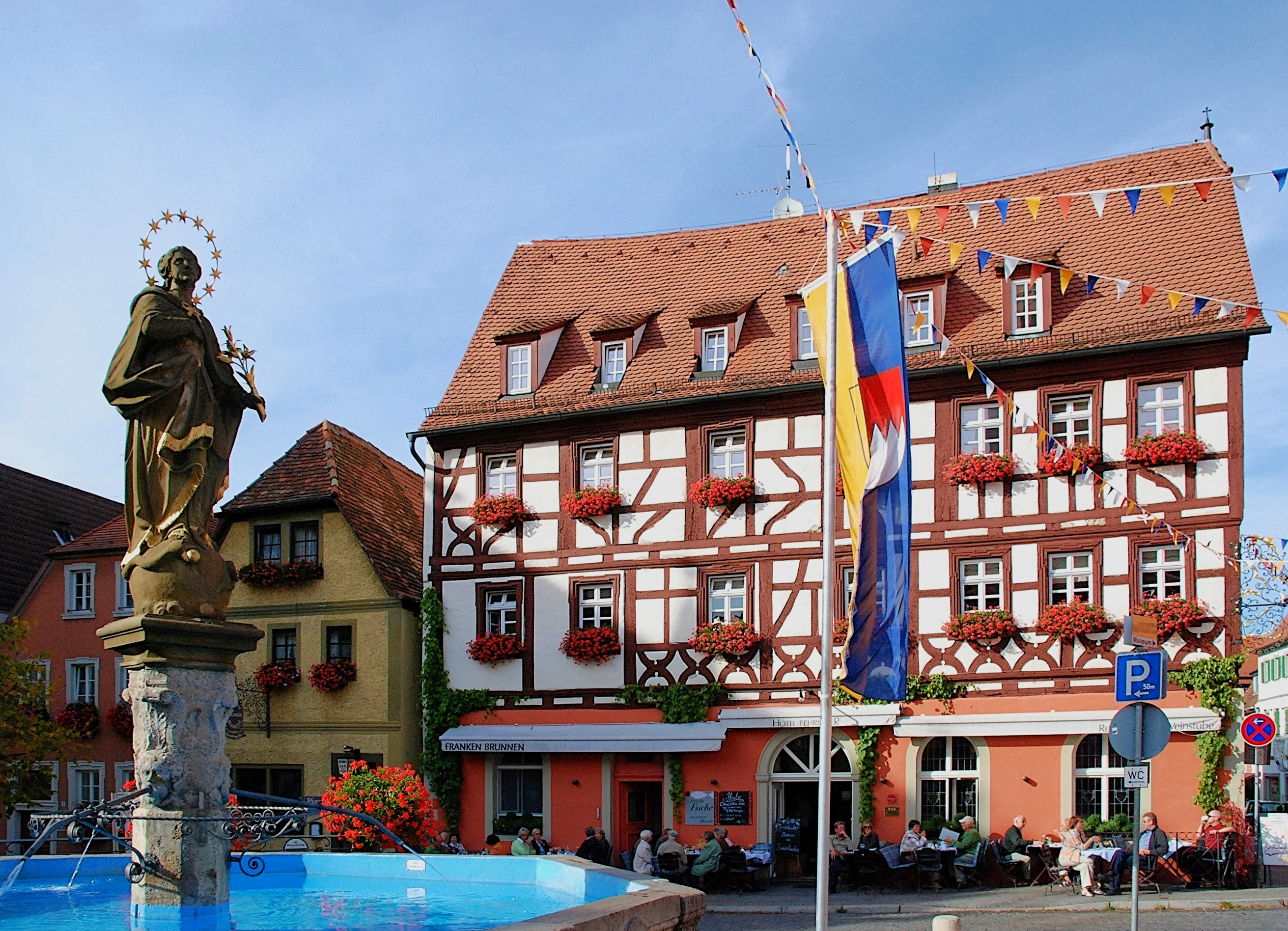
Volkach
(centrul)

Volkach este un oraș din Franconia Inferioară, landul Bavaria, Germania.

## Obiective turistice
- Madonna, sculptura în lemn a maestrului Tilman Riemenschneider din biserica "Maria im Weingarten".

## Galerie de imagini

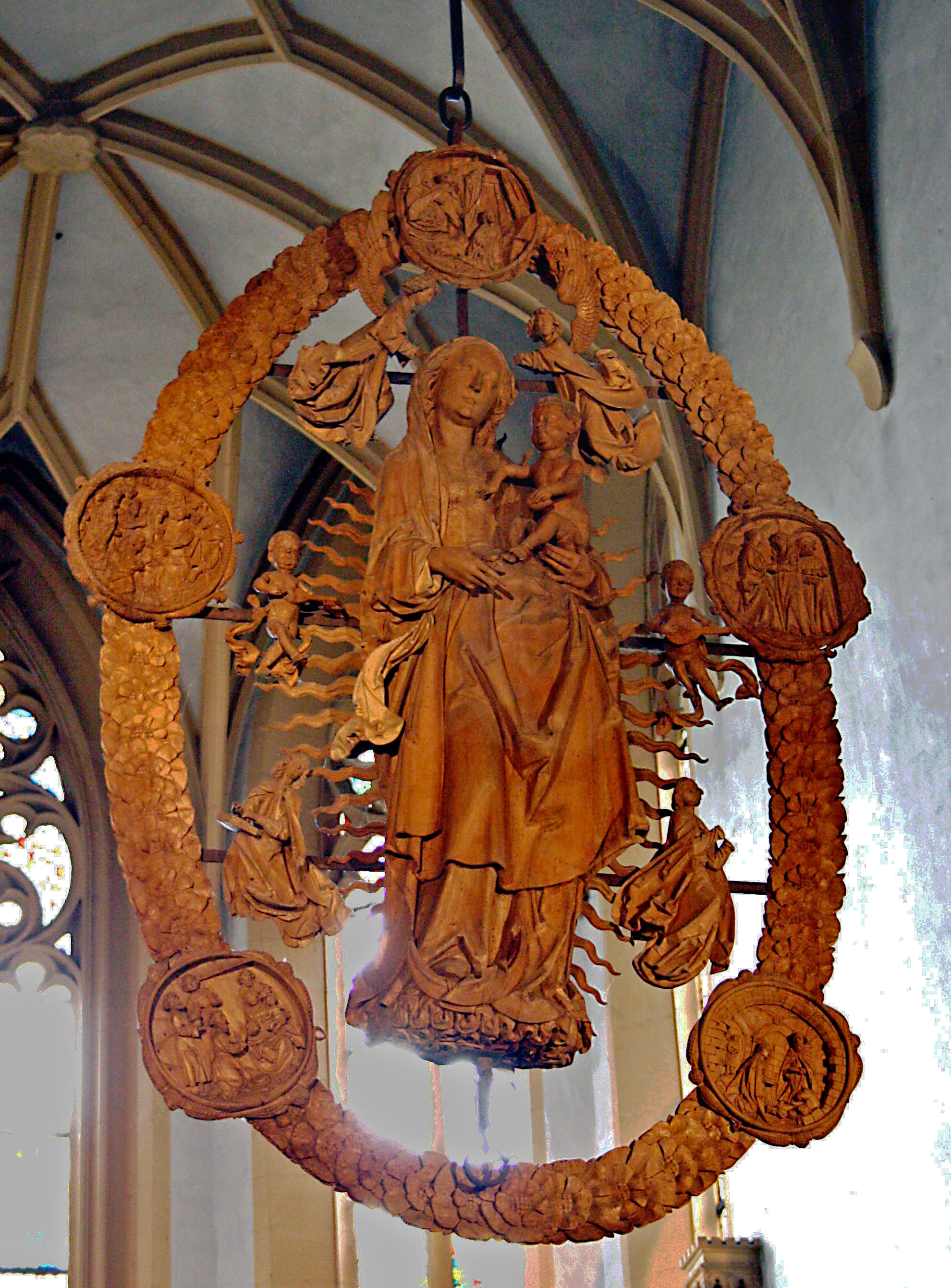
Madonna de Tilman Riemenschneider din biserica "Maria im Weingarten"

1. ↑  Alle politisch selbständigen Gemeinden mit ausgewählten Merkmalen am 31.12.2018 (4. Quartal) (în germană), Statistisches Bundesamt[*], arhivat din original la 10 martie 2019, accesat în 10 martie 2019